# Zabezpieczenie upływowe
Zabezpieczenie upływowe - jest to zespół urządzeń mających na celu ograniczenie zagrożeń (np. rażenia prądem elektrycznym, powstania pożaru, zainicjowania wybuchu metanu lub pyłu węglowego), które mogą być wywołane upływem prądu elektrycznego do ziemi, w wyniku uszkodzenia izolacji doziemnej sieci elektroenergetycznej lub instalacji elektrycznej.
Ze względu na działanie zabezpieczenia upływowe dzieli się na:
- centralne zabezpieczenia upływowe - jest to zabezpieczenie upływowe działające na zasadzie centralnego pomiaru rezystancji izolacji doziemnej sieci lub instalacji włączonej pod napięcie robocze.
- blokujące zabezpieczenia upływowe - jest to zabezpieczenie działające na zasadzie pomiaru rezystancji izolacji doziemnej odcinka sieci lub instalacji wyłączonej spod napięcia roboczego.
- centralno-blokujące zabezpieczenia upływowe - zabezpieczenie upływowe łączące w jednym zespole urządzeń funkcję centralnego zabezpieczenia upływowego i blokującego zabezpieczenia upływowego.